# Liste der Naturdenkmäler in Lüsen
Die Liste der Naturdenkmäler in Lüsen (italienisch Luson) enthält die fünf als Naturdenkmal ausgewiesene Objekte auf dem Gebiet der Gemeinde Lüsen in Südtirol.
Basis ist das im Internet einsehbare offizielle Verzeichnis der Naturdenkmäler in Südtirol (Stand: 23. Januar 2015). Dabei kann es sich um botanische, geologische oder hydrologische Naturdenkmäler handeln. Die Reihenfolge in dieser Liste orientiert sich an der ID, alternativ ist sie auch nach dem Namen sortierbar.

## Liste
| Foto |                 | Name                       | Standort                     | Beschreibung                              |
| ---- | --------------- | -------------------------- | ---------------------------- | ----------------------------------------- |
| BW   | Datei hochladen | Campillmöser ID: 045_G01   | 46° 45′ 7″ N, 11° 48′ 52″ O  | Hydrologisches Naturdenkmal: Feuchtgebiet |
| BW   | Datei hochladen | Bachleitenmoos ID: 045_G02 | 46° 46′ 44″ N, 11° 44′ 58″ O | Hydrologisches Naturdenkmal: Niedermoor   |
| BW   | Datei hochladen | Plansolermoos ID: 045_G03  | 46° 46′ 26″ N, 11° 45′ 29″ O | Hydrologisches Naturdenkmal: Moor         |
| BW   | Datei hochladen | Großgenaidmoos ID: 045_G04 | 46° 44′ 18″ N, 11° 46′ 7″ O  | Hydrologisches Naturdenkmal: Feuchtgebiet |
| BW   | Datei hochladen | Purtschamoos ID: 045_G05   | 46° 46′ 31″ N, 11° 45′ 9″ O  | Hydrologisches Naturdenkmal: Niedermoor   |

| Foto: | Fotografie des Naturdenkmals. Klicken des Fotos erzeugt eine vergrößerte Ansicht. Daneben finden sich zwei Symbole: |
| ID    | Identifikator bei der Abteilung Natur, Landschaft und Raumentwicklung der Südtiroler Landesverwaltung               |